# Andrés Silva (Fußballspieler)
Andrés Silva, vollständiger Name Andrés Silva Cáceres, (* 17. August 1989 in Montevideo) ist ein uruguayischer Fußballspieler.

## Karriere
Der 1,74 Meter große, unter dem Namen Andrés Silva bekannte Mittelfeld- bzw. Defensivakteur stand zu Beginn seiner Karriere von der Apertura 2009 bis Februar 2011 in Reihen des Danubio FC. Bei den Montevideanern absolvierte er in der Saison 2009/10 sieben Partien (ein Tor) und in der Spielzeit 2010/11 eine Begegnung (kein Tor) in der Primera División. Im Februar 2011 wurde er an Plaza Colonia ausgeliehen. Von dort kehrte er Anfang Juli 2012 zunächst für wenige Wochen zu Danubio zurück und wurde schließlich Ende August 2012 an den seinerzeitigen Zweitligisten Club Atlético Rentistas abgegeben. Mit diesem stieg er am Saisonende aus der Segunda División auf. In der nachfolgenden Erstligasaison 2013/14 lief er in 23 Ligaspielen auf. Ein Tor erzielte er dabei nicht. In der Spielzeit 2014/15 wurde er 14-mal (ein Tor) in der höchsten uruguayischen Spielklasse und einmal (kein Tor) in der Copa Sudamericana 2014 eingesetzt. Zur Apertura 2015 wechselte er zum Erstligaaufsteiger Plaza Colonia. In der Saison 2015/16  kam er dort weder zum Einsatz noch ist eine Kaderzugehörigkeit zur Ersten Mannschaft verzeichnet. Ende Juli 2016 schloss er sich dem Zweitligisten Club Atlético Progreso an.